# Roschtschino (Leningrad)
Roschtschino (russisch Ро́щино, finnisch Raivola) ist eine Siedlung städtischen Typs in der Oblast Leningrad (Russland) mit 16.331 Einwohnern (Stand 2024).

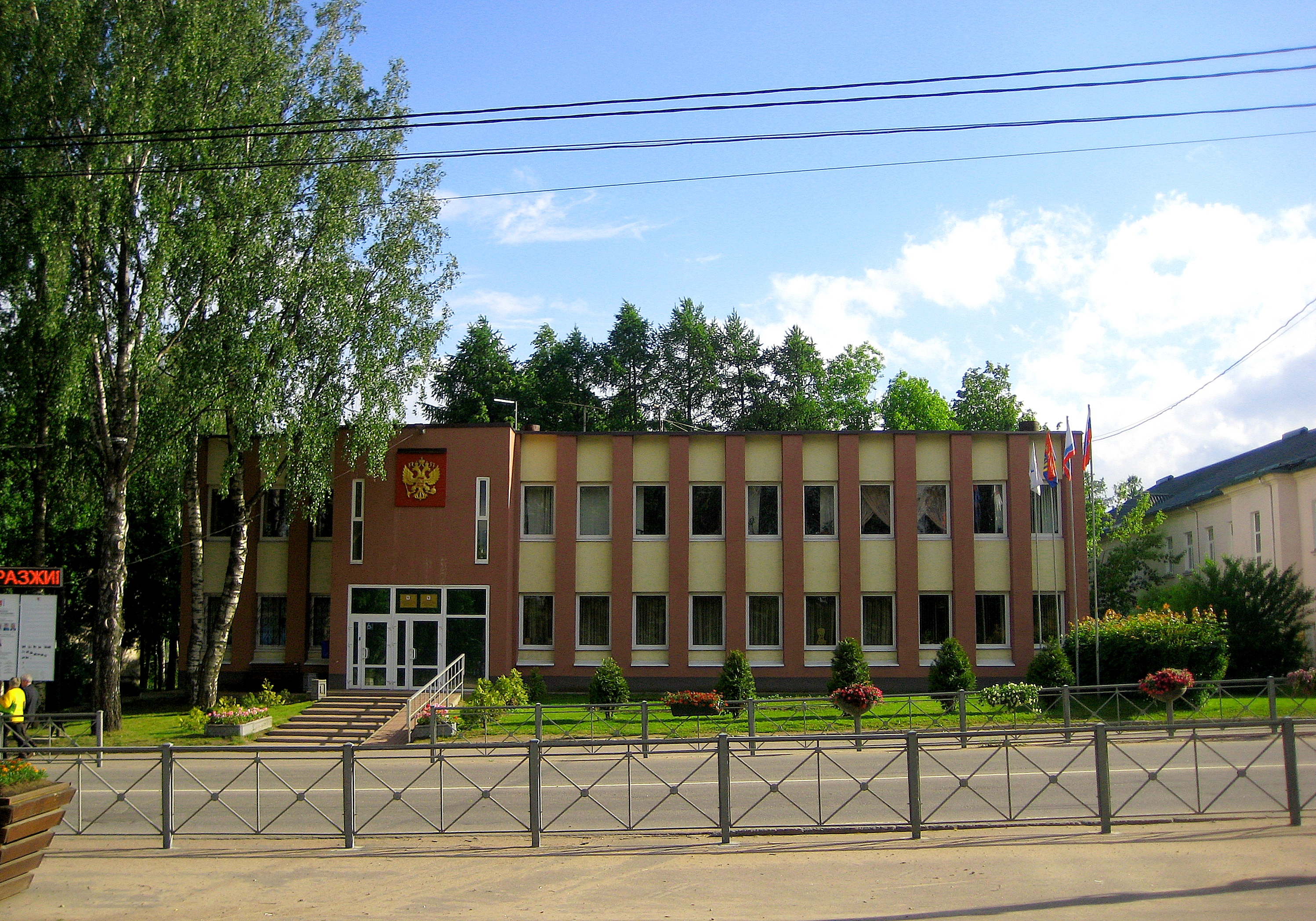
Gemeindeverwaltung Roschtschino

## Geographie
Die Siedlung liegt auf der Karelischen Landenge gut 50 km nordwestlich des Zentrums des Oblastverwaltungszentrums Sankt Petersburg am Flüsschen Roschtschinka, das weiter flussabwärts Tschornaja genannt wird und 6 km entfernt in den Finnischen Meerbusen der Ostsee mündet.
Roschtschino gehört zum Rajon Wyborg und befindet sich knapp 70 km südöstlich von dessen Verwaltungszentrum Wyborg. Es schließt unmittelbar an das Territorium des Föderationssubjektes Sankt Petersburg an; bis zur Stadt Selenogorsk, die zu Sankt Petersburg gehört, sind es knapp 10 km. Die Siedlung ist Verwaltungssitz einer gleichnamigen Stadtgemeinde (gorodskoje posselenije), zu der weiterhin die ländliche Siedlung Muchino (4 km nordwestlich) zählt.

## Geschichte
Der von Finnen besiedelte Ort Raivola wurde im 16. Jahrhundert erstmals erwähnt und bestand lange nur aus wenigen Häusern. Nachdem das bislang land- und forstwirtschaftlich geprägte Gebiet infolge des Großen Nordischen Kriegs zu Beginn des 18. Jahrhunderts zum Russischen Kaiserreich gekommen war, entstanden dort verschiedene Industriebetriebe, darunter eine Waffenfabrik in Sestrorezk sowie, um deren Rohstoffbedarf zu sichern, im Hinterland mehrere Eisenwerke auf Grundlage lokaler Raseneisenerzvorkommen, so auch in Raivola.
Wegen des Arbeitskräftemangels wurden Russen aus anderen Landesteilen in das Gebiet umgesiedelt, etwa 1802 durch den Besitzer des Werkes in Raivola Graf (später Fürst) Nikolai Saltykow (zugleich russischer Generalfeldmarschall), der 600 Leibeigene von seinen Besitzungen im Gouvernement Orjol kommen ließ.
Mit der Schließung des Werkes 1874 kündigte sich ein Niedergang an, doch konnte sich der Ort gegen Ende des 19. Jahrhunderts erholen, nachdem 1870 die Eisenbahnstrecke Sankt Petersburg – Riihimäki (– Helsinki) am Ort vorbeigeführt worden war und er sich zu einer Datschensiedlung der wohlhabenderen Sankt Petersburger Bevölkerung wandelte.
Infolge der Finnischen Ostkriegszüge kam Raivola mit dem größten Teil der Karelischen Landenge 1920 zum unabhängig gewordenen Finnland und wurde der Gemeinde Kivennapa (heute: Perwomaiskoje) der Provinz Wiborg zugeordnet.
Wenige Tage nach Beginn des Winterkrieges wurde Raivola am 2. Dezember 1939 von der Roten Armee eingenommen und nach Kriegsende 1940 sowie endgültig nach Ende des Zweiten Weltkriegs 1945 mit dem umliegenden Gebiet in die Sowjetunion eingegliedert. 1948 erhielt es den russischen Namen Roschtschino, abgeleitet vom Wort roschtscha für ‚Hain‘, in Bezug auf den unweit gelegenen Lindulowka-Hain (Lindulowskaja roschtscha).
1959 wurde der Status einer Siedlung städtischen Typs verliehen. Nach 2000 setzte ein beschleunigtes Bevölkerungswachstum ein, da sich die in einem Waldgebiet in Ostseenähe liegenden Siedlung zu einem der gefragteren Standorte für den Eigenheimbau in der näheren Umgebung von Sankt Petersburg entwickelte.

### Bevölkerungsentwicklung
| Jahr | Einwohner |
| ---- | --------- |
| 1778 | 72        |
| 1818 | 938       |
| 1959 | 5.612     |
| 1970 | 7.496     |
| 1979 | 8.209     |
| 1989 | 8.436     |
| 2002 | 9.393     |
| 2010 | 13.439    |

Anmerkung: ab 1959 Volkszählungsdaten

## Sehenswürdigkeiten und Kultur
Einige Kilometer westlich von Roschtschino erstreckt sich der fast 1000 Hektar große Lindulowka-Hain (Lindulowskaja roschtscha), der seinen Namen nach dem dort fließenden Bach Lindulowka (auch Lindulowaja) erhielt, und in dem seit 1738 zunächst Lärchen, später auch andere Nadel- und Laubgehölze angepflanzt wurden und bis heute gepflegt werden. Es handelt sich um eines der bedeutendsten Objekte dieser Art in Russland. Seit 1976 steht der Hain als „Sakasnik“ unter Naturschutz, seit 1990 ist er Teil der UNESCO-Welterbestätte Historisches Zentrum von Sankt Petersburg und dazugehörende Ensembles.
1997 wurde in Roschtschino die Nikolai-Kirche (церковь Николая Чудотворца, zerkow Nikolaja Tschudotworza) neu errichtet, die die 1881 erbaute und im Winterkrieg 1939 zerstörte gleichnamige Holzkirche, ersetzt.

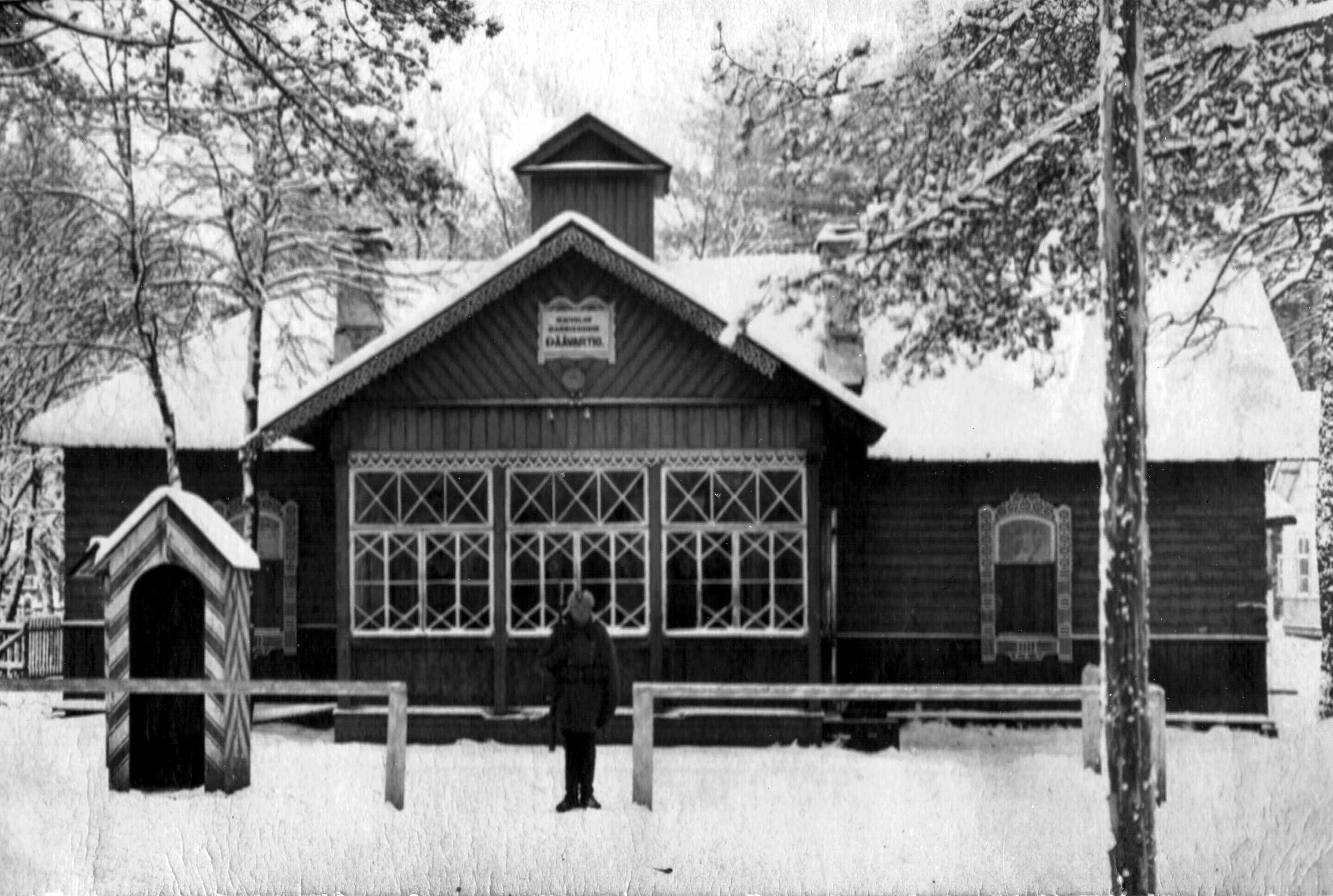
Garnison Raivola (1930er-Jahre)
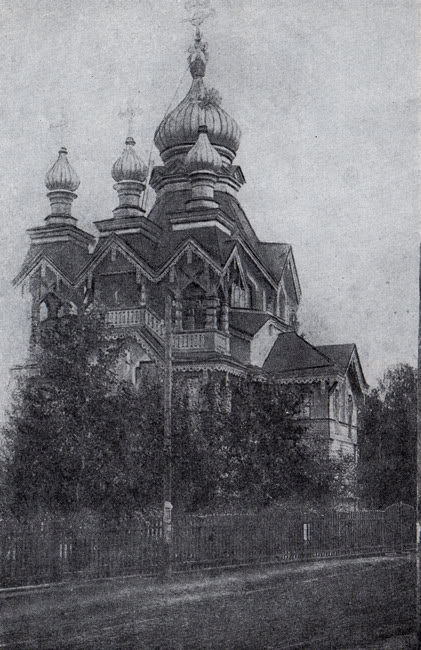
Alte Nikolai-Kirche in Raivola (1900er-Jahre)
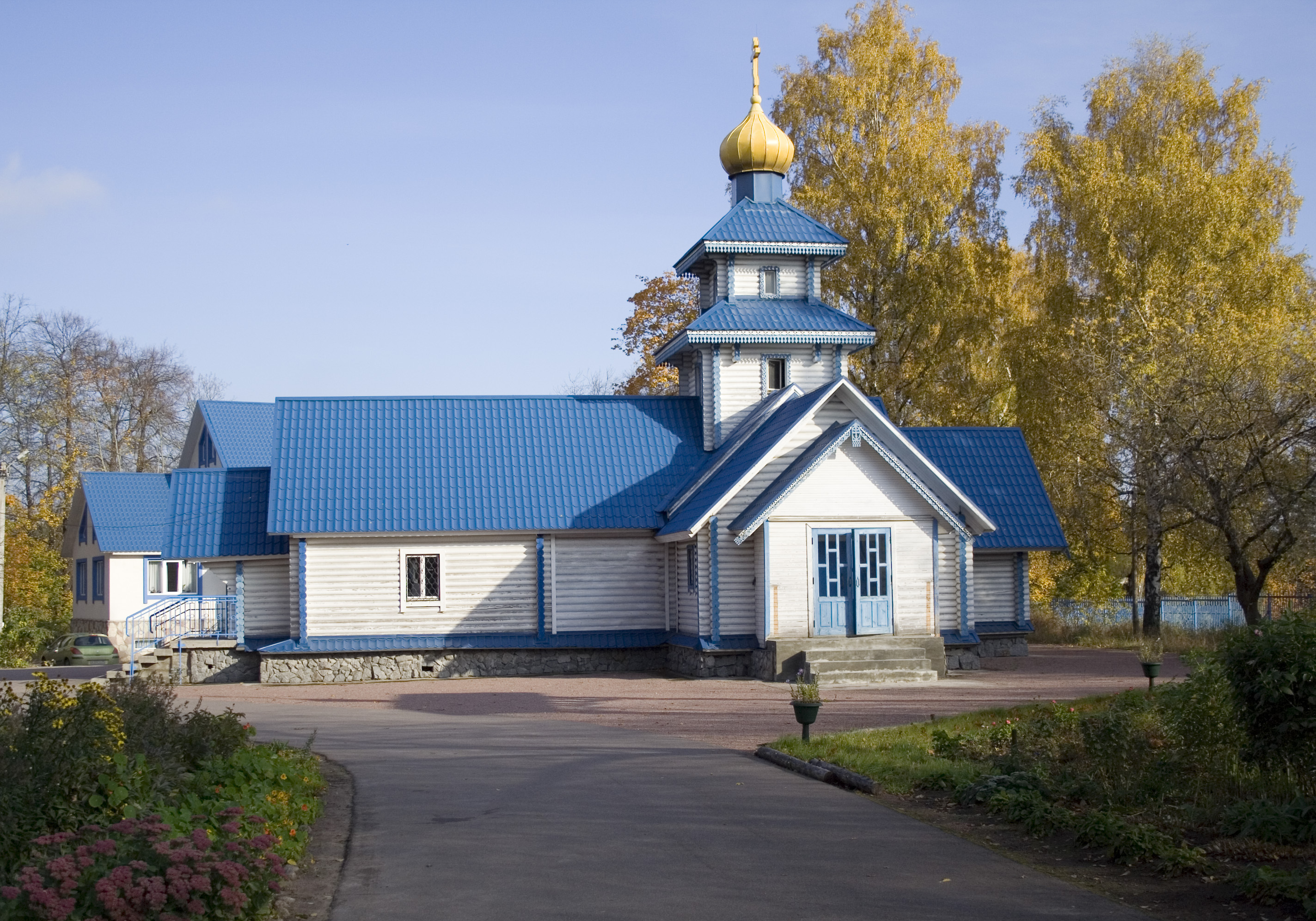
Neue Nikolai-Kirche in Roschtschino
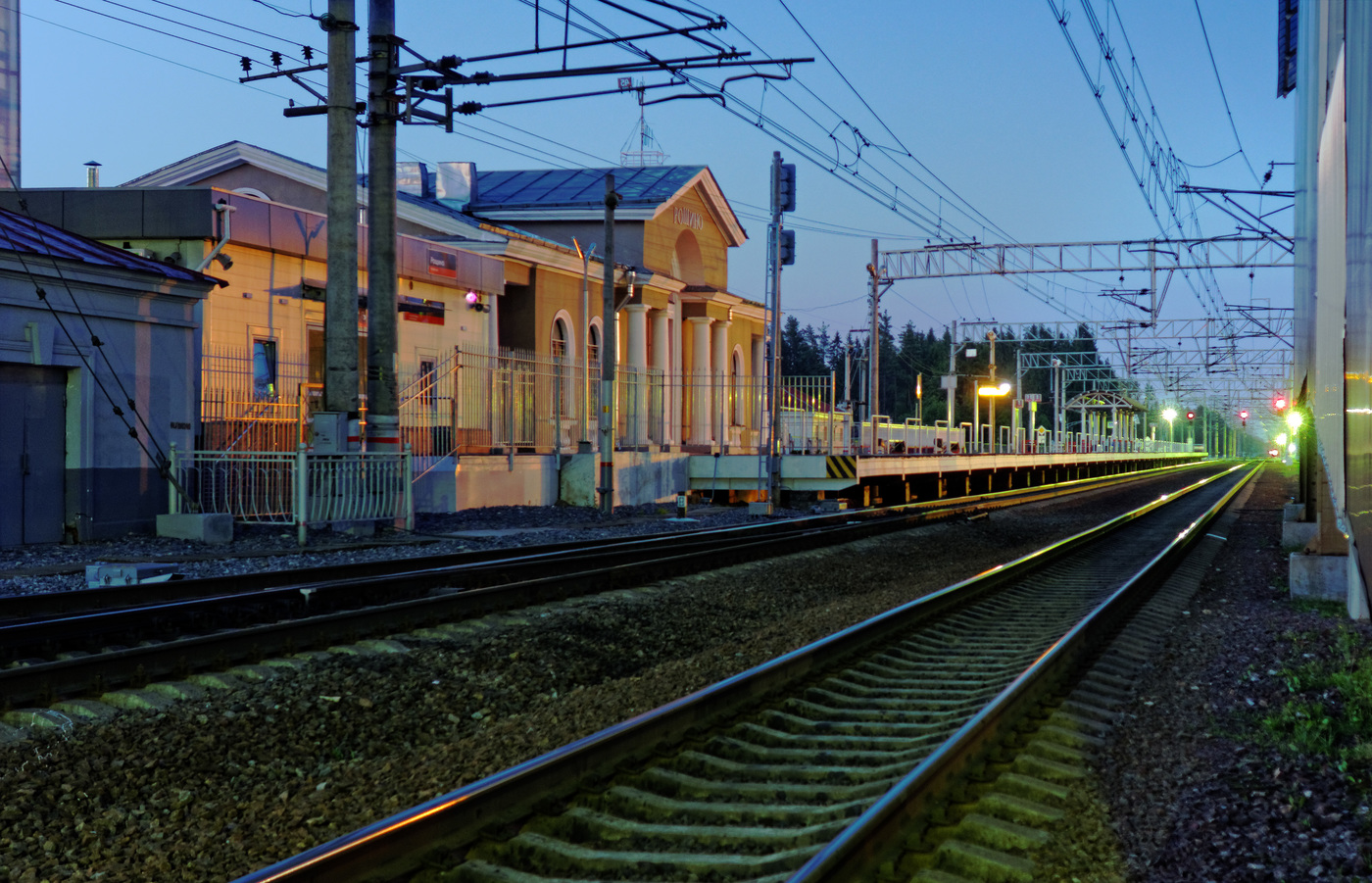
Bahnhof Roschtschino
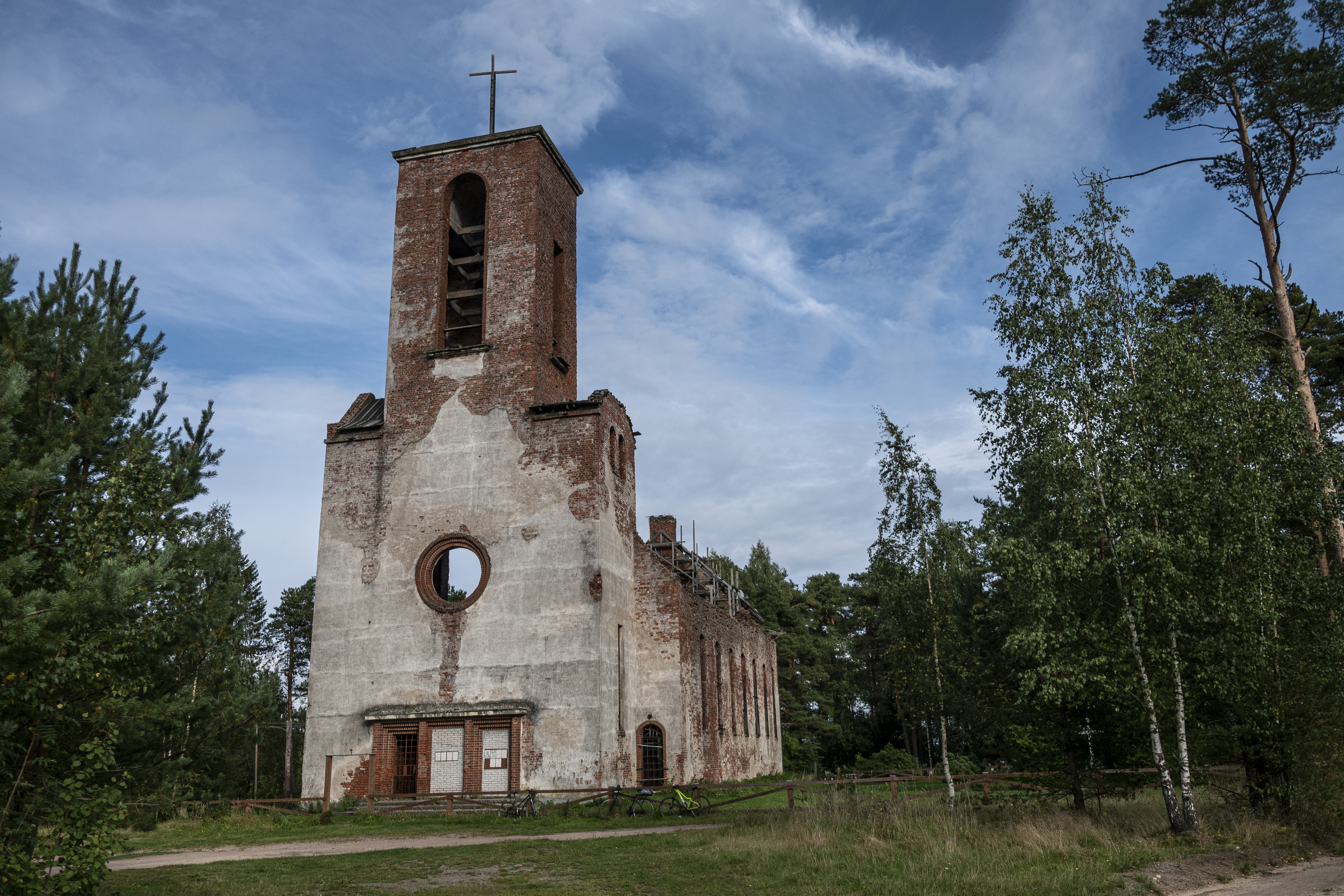
Ruine der lutherischen Kirche im Ortsteil Pobeda (finnisch Kanneljärvi), erbaut 1932–1934, Architekt Uno Ullberg, 1984 abgebrannt

## Persönlichkeiten
- Alexander Blasnow (1865–1939), russischer Maler, lebte von 1918 bis zum Tod in Raivola
- Juri Chartschenko (* 1963), Rennrodler
- Alexander Lubjanzew (* 1986), Pianist und Komponist
- Mark (Leonid Schawykin; 1910–1989), russisch-orthodoxer Bischof, geboren in Raivola
- Edith Södergran (1892–1923), bedeutende finnlandschwedische Dichterin und Schriftstellerin, lebte in Raivola

## Wirtschaft und Infrastruktur
Roschtschino ist heute vorrangig Wohn- und Ausflugsort mit den üblichen Handels- und Versorgungsunternehmen.
Die Siedlung liegt an der Eisenbahnstrecke von Sankt Petersburg über Wyborg zur finnischen Grenze (Streckenkilometer 59 ab Sankt Petersburg Finnischer Bahnhof; seit 1954 bis Roschtschino, seit 1968 weiter Richtung Wyborg elektrifiziert). Es besteht Verbindung mit Vorortzügen („Elektritschka“). Durch Roschtschino führt die Regionalstraße R34, die die entlang der Küste des Finnischen Meerbusens verlaufende A125 mit der Fernstraße M10 (zugleich Europastraße 18) Moskau – Sankt Petersburg – Wyborg – finnische Grenze verbindet, die weiter im Hinterland verläuft.